# Cavalo de Guerra
War Horse (bra/prt: Cavalo de Guerra) é um filme americano de drama e guerra, dirigido por Steven Spielberg e lançado nos Estados Unidos em dezembro de 2011 e no Reino Unido em 13 de janeiro de 2012. O longa-metragem é baseado no livro de mesmo nome, um livro para crianças que se passa durante a Primeira Guerra Mundial, do autor Michael Morpurgo, publicado pela primeira vez na Inglaterra em 1982 e que em 2007 virou uma peça. O elenco conta com David Thewlis, Benedict Cumberbatch, Jeremy Irvine, Emily Watson, Tom Hiddleston, Eddie Marsan, Toby Kebbell e Peter Mullan.
O filme foi nomeado a seis Academy Awards, dois Globos de Ouro e cinco BAFTAs.

## Sinopse
Em Devon, Inglaterra, enquanto a Primeira Guerra Mundial eclodia, "Joey", o cavalo de Albert Narracott, é vendido para a Cavalaria do Exército e enviado para França. Joey serviu nas Forças Armadas do Reino Unido e da Alemanha, e é pego por fogo inimigo; morte, doenças e o destino levam-no a uma verdadeira odisséia, servindo em ambos os lados do conflíto antes de parar sozinho no meio da Terra de ninguém. Mas Albert não se esqueceu de Joey e, ainda jovem demais para se alistar no Exército, ele embarca em uma perigosa missão para encontrar seu cavalo e trazê-lo de volta para casa em Devon.

## Elenco
- Jeremy Irvine como Albert Narracott
- Emily Watson como Rose Narracott, a mãe
- Peter Mullan como Ted Narracott, o pai
- Tom Hiddleston como Capitão Nicholls
- David Thewlis como Lyons
- Benedict Cumberbatch como Major Stewart
- Toby Kebbell como Colin, o Soldado
- Eddie Marsan como Sargento Fry
- Geoff Bell como Sargento Sam Perkins
- Patrick Kennedy como Lieutenant Waverly
- Niels Arestrup como avô
- Celine Buckens como Emilie
- David Kross como Gunther
- Rainer Bock como Brandt
- Nicolas Bro como Friedrich
- Leonard Carow como Michael
- Robert Emms como David Lyons
- Matt Milne como Andrew Easton
- Liam Cunningham como Médico do Exército
- David Dencik como Oficial da Base